# Shkodran Mustafi
Shkodran Mustafi (* 17. April 1992 in Bad Hersfeld) ist ein ehemaliger deutscher Fußballspieler auf der Position des Innenverteidigers. Er stand zuletzt beim spanischen Verein UD Levante unter Vertrag. 2014 wurde er mit der Nationalmannschaft in Brasilien Weltmeister, 2017 gewann er den FIFA-Konföderationen-Pokal.

## Leben
Shkodran Mustafi wurde im hessischen Bad Hersfeld geboren und wuchs im nahe gelegenen Bebra auf. Seine Eltern sind jugoslawische Einwanderer aus Gostivar und gehörten dort der albanischen Minderheit in Nordmazedonien an. Mustafi hat die mazedonische Staatsbürgerschaft abgegeben. Am 18. Juli 2014 trug er sich als Mitglied der Weltmeistermannschaft in das Goldene Buch der Stadt Bebra ein.
Im Juli 2016 heiratete Mustafi seine Lebensgefährtin, das albanisch-schweizerische Model Vjosa Kaba, in Gostivar. Im Juli 2017 bekam das Paar eine Tochter.

## Sportliche Laufbahn

### Vereinskarriere

#### Anfänge
Mustafis sportliche Laufbahn begann rund um die Jahrtausendwende beim 1. FV Bebra. Über den SV 1914 Rotenburg, zunächst noch im Sturm, entschied er sich 2006 – nachdem ihn nach einem Hallenturnier mit Rotenburg mehrere Bundesligisten angesprochen hatten – für einen Wechsel in das Nachwuchsleistungszentrum des Hamburger SV und zog in das Internat des Klubs ein. Dort wurde Mustafi zum defensiven Mittelfeldspieler und Innenverteidiger umgeschult, spielte in der B- und A-Jugend und durfte unter Martin Jol bereits einige Male in der ersten Mannschaft mittrainieren.

#### FC Everton

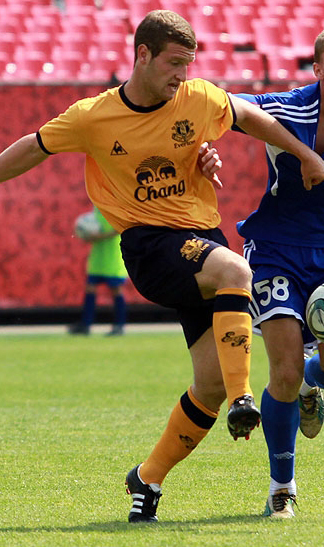
Mustafi im Trikot der Reserve des FC Everton (2011)

Zur Saison 2009/10 wurde er vom englischen Erstligisten FC Everton für drei Jahre verpflichtet, nachdem auch Newcastle United, Manchester City und Borussia Dortmund Interesse gezeigt hatten. In Everton gab er am 17. Dezember 2009 sein Pflichtspieldebüt in der Profimannschaft, als er im letzten Gruppenspiel der Europa League bei der 0:1-Heimniederlage gegen den belarussischen Meister BATE Baryssau in der 75. Minute für Tony Hibbert eingewechselt wurde. Der FC Everton war zu diesem Zeitpunkt bereits für das Sechzehntelfinale qualifiziert, und Trainer David Moyes hatte für das Spiel insgesamt acht Nachwuchsspieler der Jahrgänge 1990 bis 1993 in den Profikader berufen.

#### Sampdoria Genua
Da er sich beim FC Everton nicht durchzusetzen vermochte, wechselte er Anfang 2012 ablösefrei zum italienischen Zweitligisten Sampdoria Genua, bei dem er einen Viereinhalbjahresvertrag unterschrieb. Am 26. Mai 2012 (42. Spieltag) debütierte Mustafi für Genua, als er bei der 1:3-Niederlage im Auswärtsspiel bei der AS Varese 1910 von Beginn zum Einsatz kam – und stieg in die Serie A auf.
Vom 12. Spieltag der Saison 2012/13 an folgten 16 weitere Ligaspiele, in denen sich Mustafi als Stammspieler etablierte. In der Folgesaison 2013/14 bestritt er 30 von 38 Ligaspielen über 90 Minuten und erzielte am 26. Oktober 2013 (9. Spieltag) mit dem Siegtreffer zum 1:0 im Heimspiel gegen Atalanta Bergamo sein erstes Tor in der Serie A. Insgesamt bestritt er in dieser Saison 33 Spiele für Sampdoria.

#### FC Valencia
Zur Saison 2014/15 wechselte er zum FC Valencia und unterschrieb bei dem spanischen Club einen bis zum 30. Juni 2019 laufenden Vertrag. Am 25. Oktober erzielte er am 9. Spieltag bei einem 3:1-Heimsieg gegen den FC Elche mit dem Treffer zum 1:0 in der 13. Spielminute seinen ersten Treffer in der Primera División. Beim 3:1-Auswärtssieg beim FC Villarreal am 10. Spieltag markierte er die Treffer zum 2:0 und 3:0 in der 64. und 73. Spielminute.

#### FC Arsenal
Im August 2016 wechselte er wieder nach England und schloss sich dem FC Arsenal an. Die Ablösesumme belief sich angeblich auf 41 Millionen Euro. Sein Premier-League-Debüt gab er am 10. September 2016 (4. Spieltag) beim 2:1-Sieg im Heimspiel gegen den FC Southampton. Am 27. Mai 2017 wurde Mustafi mit Arsenal nach einem 2:1-Finalsieg gegen den FC Chelsea FA-Cup-Sieger, wenngleich er im Endspiel nicht auf dem Platz stand. Bis zur Saison 2019/20, in der er nur noch 15-mal in der Premier League zum Einsatz kam, war er Stammspieler der Londoner. Nachdem er in der folgenden Saison nur noch dreimal in der Liga zum Zuge gekommen war, wurde sein Vertrag am letzten Tag der Wintertransferperiode 2021 aufgelöst.

#### FC Schalke 04
Zum 1. Februar 2021 wechselte der 28-Jährige ablösefrei zum Tabellenletzten der Bundesliga, dem FC Schalke 04, bei dem er einen bis zum Ende der Saison 2020/21 gültigen Vertrag erhielt. Der Innenverteidiger spielte unter den Cheftrainern Christian Gross und dessen Nachfolger Dimitrios Grammozis 13-mal (11-mal von Beginn) in der Bundesliga und erzielte ein Tor. Am Saisonende stieg der FC Schalke 04 in die 2. Bundesliga ab, woraufhin Mustafi den Verein mit seinem Vertragsende verließ.

#### UD Levante
Am 2. September 2021 kehrte Mustafi in die Stadt Valencia zurück und schloss sich dem La Liga-Klub Levante mit einem Zweijahresvertrag an. Er erlitt mehrere Verletzungen und bestritt nur elf Spiele, als die Mannschaft abstieg. Dazu gehörten drei Monate mit einer Knieverletzung von Dezember bis März 2022, gefolgt von einer Quadrizepszerrung zwischen April und Juli. Sein einziges Tor war der frühe Führungstreffer bei einer 1:3-Niederlage bei Real Betis am 28. November 2021. Der am 30. Juni 2023 auslaufende Vertrag wurde nicht verlängert. Daraufhin war Mustafi ein Jahr ohne Verein, ehe er im Sommer 2024 seine aktive Karriere beendete. In vier Topligen Europas hatte Mustafi am Ende der Laufbahn fast 250 Punktspiele absolviert.

### Auswahleinsätze
Seine Karriere als Auswahlspieler begann Shkodran Mustafi 2003 im DFB-Stützpunkt Bad Hersfeld. Der bereits im E-Juniorenalter sehr zweikampf- und außergewöhnlich kopfballstarke Spieler wurde im August 2003 von Stützpunkttrainer Jochen Schäfer erstmals für die Kreisauswahl Hersfeld-Rotenburg nominiert. Über die Bezirksauswahl Fulda mit seinem Trainer Michael Schäfer gelangte Shkodran Mustafi dann auch in die Hessenauswahl. Insgesamt trainierte und spielte er drei Jahre im DFB-Stützpunkt in Bad Hersfeld, war aber als mazedonischer Staatsangehöriger nicht für DFB-Auswahlen spielberechtigt. Im Alter von 15 Jahren legte er die mazedonische Staatsbürgerschaft ab und nahm die deutsche Staatsangehörigkeit an.
2009 wurde Mustafi in den Kader für die U-17-Europameisterschaft in Deutschland berufen. Im ersten Spiel gegen die türkische Auswahlmannschaft erzielte er per Kopfball das Tor zum 3:1-Endstand. Er bestritt alle Turnierspiele über 90 Minuten und wurde nach einem 2:1-Sieg im Endspiel gegen die niederländische Auswahlmannschaft U-17-Europameister. Im Herbst 2009 nahm er auch an der U-17-Weltmeisterschaft in Nigeria teil, bei der Deutschland jedoch schon im Achtelfinale ausschied. Erneut war Mustafi Stammspieler, erhielt jedoch in der Verlängerung des letzten Spiels einen Platzverweis.
In den folgenden drei Jahren durchlief er auch alle weiteren DFB-Auswahlmannschaften. Am 24. März 2013 debütierte Mustafi in der U-21-Nationalmannschaft, die in Tel Aviv die israelische Auswahl mit 2:1 bezwang. Im Juni desselben Jahres gehörte er dem deutschen Kader für die U-21-Fußball-Europameisterschaft 2013 in Israel an, mit dem er allerdings in der Vorrunde ausschied und nur ein Turnierspiel bestritt.
Am 28. Februar 2014 wurde Mustafi von Bundestrainer Joachim Löw für das Test-Länderspiel der A-Nationalmannschaft gegen Chile nominiert, kam dort jedoch nicht zum Einsatz.

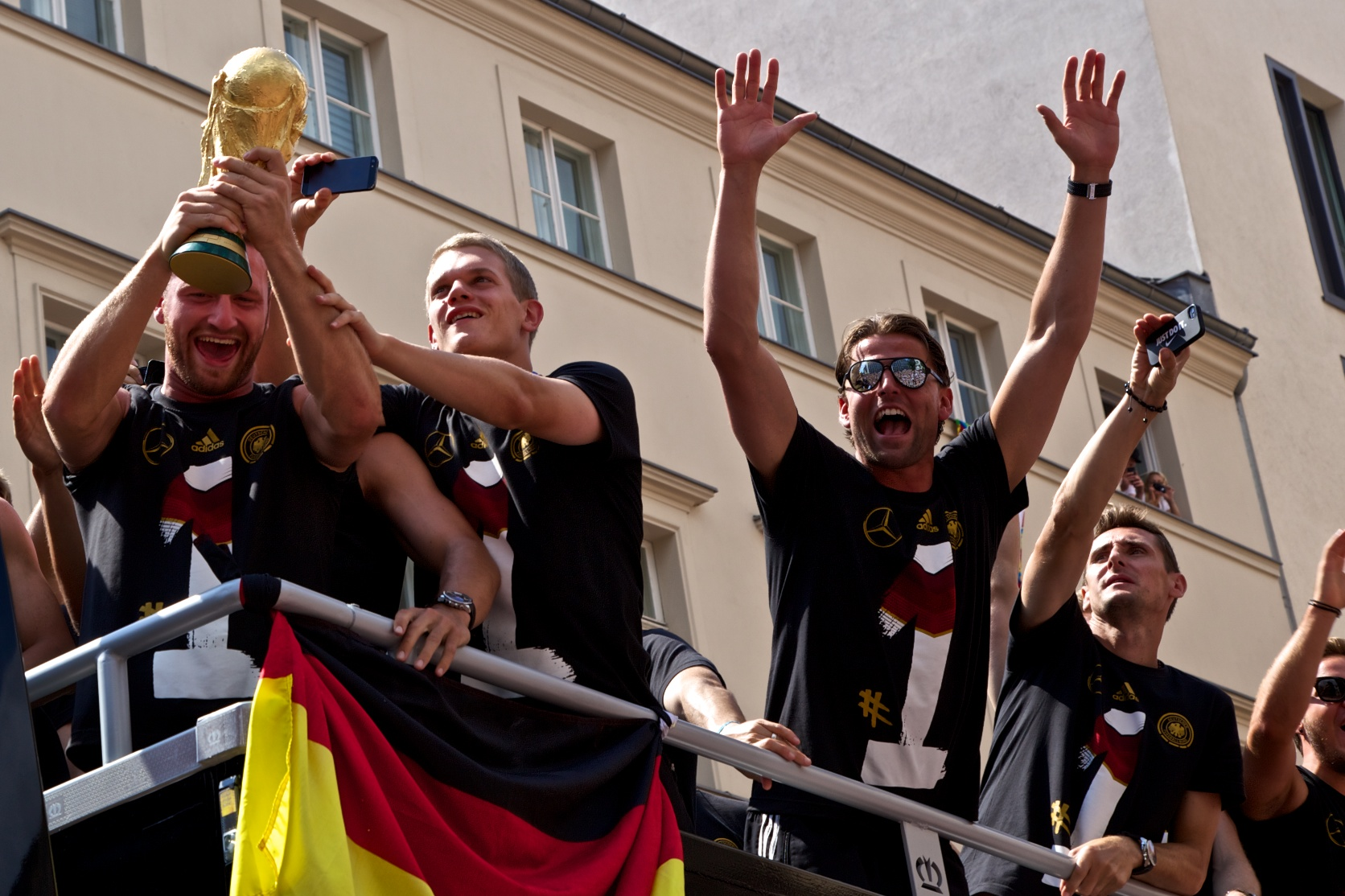
Mustafi mit dem WM-Pokal
auf dem Weg zur Siegesfeier
am Brandenburger Tor

Am 8. Mai 2014 nahm Bundestrainer Löw ihn in den vorläufigen Kader für die Weltmeisterschaft 2014 in Brasilien auf. Sein Länderspiel-Debüt in der A-Nationalmannschaft gab er am 13. Mai 2014 in Hamburg beim 0:0 im Test-Länderspiel gegen Polen. Bei der Nominierung des endgültigen deutschen WM-Aufgebots wurde Mustafi zunächst nicht berücksichtigt. Jedoch rückte er nach wenigen Tagen für Marco Reus nach, der sich im Länderspiel gegen Armenien am 6. Juni 2014 einen Teilriss der vorderen Syndesmose zugezogen hatte und auf die Teilnahme an der WM verzichten musste. Im ersten Gruppenspiel beim 4:0-Sieg gegen Portugal kam Mustafi für den verletzten Mats Hummels in der 73. Minute zu seinem zweiten Länderspiel. Beim Achtelfinalspiel gegen Algerien spielte er von Beginn an auf der Position des Rechtsverteidigers, zog sich am rechten Oberschenkel einen Muskelbündelriss zu und musste in der 70. Minute ausgewechselt werden. Er kam aufgrund der Verletzung bei der WM nicht mehr zum Einsatz; die deutsche Nationalmannschaft gewann das Turnier.
Mustafi stand im Kader der Nationalmannschaft für die Europameisterschaft 2016. Im ersten Gruppenspiel stand er für den noch verletzten Mats Hummels in der Mannschaft. Beim 2:0-Sieg gegen die Ukraine erzielte er in seinem elften Länderspiel in der 19. Minute mit einem Kopfball nach einem Freistoß mit dem Treffer zum 1:0 sein erstes Länderspieltor. Danach kehrte Hummels zurück in die Mannschaft und Mustafi blieb auf der Bank, auch im Halbfinale, als Hummels gelbgesperrt fehlte. Erst als in diesem Spiel mit Jérôme Boateng ein weiterer Innenverteidiger verletzt ausfiel, kam er zu seinem zweiten Einsatz. Die Partie endete 2:0 für Gastgeber Frankreich und das deutsche Team schied aus.
Joachim Löw nominierte Mustafi für den FIFA-Konföderationen-Pokal 2017 in Russland. Im Turnier, das die deutsche Mannschaft gewann, kam er auf drei Einsätze, darunter der 1:0-Finalsieg am 2. Juli 2017 gegen Chile. Der 5:1-Sieg am 8. Oktober 2017 am Betzenberg in Kaiserslautern gegen Aserbaidschan anlässlich der WM-Qualifikation war sein 20. und letztes Länderspiel. Er wurde in der Folge nicht mehr nominiert und gehörte somit auch bei der Weltmeisterschaft 2018 in Russland nicht zum deutschen Kader.

## Trainerkarriere
Auf das Ende seiner aktiven Karriere folgte die Anstellung beim Deutschen Fußball-Bund, der ihn im Juni 2024 zum Co-Trainer der deutschen U17-Nationalmannschaft ernannte. Ab dem 1. September 2025 ist er Co-Trainer der deutschen U-21 unter Antonio Di Salvo.

## Titel
Nationalmannschaft
- Weltmeister: 2014
- Confed-Cup-Sieger: 2017
- U-17-Europameister: 2009

FC Arsenal
- Englischer Pokalsieger (2): 2017, 2020